# Кен Годж (молодший)
Кен Годж (англ. Ken Hodge, Jr., нар. 13 квітня 1966, Віндзор) — американський хокеїст, що грав на позиції центрального нападника.
Син відомого хокеїста Кена Годжа.

## Ігрова кар'єра
Хокейну кар'єру розпочав 1984 року.
1984 року був обраний на драфті НХЛ під 46-м загальним номером командою «Міннесота Норт-Старс». 
Протягом професійної клубної ігрової кар'єри, що тривала 11 років, захищав кольори команд «Міннесота Норт-Старс», «Бостон Брюїнс» та «Тампа-Бей Лайтнінг».
Загалом провів 157 матчів у НХЛ, включаючи 15 ігор плей-оф Кубка Стенлі.

## Статистика
| Сезон        | Клуб                   | Ліга         | Регулярний сезон | Регулярний сезон | Регулярний сезон | Регулярний сезон | Регулярний сезон | Плей-оф | Плей-оф | Плей-оф | Плей-оф | Плей-оф |
| Сезон        | Клуб                   | Ліга         | І                | Г                | П                | О                | ШХ               | І       | Г       | П       | О       | ШХ      |
| ------------ | ---------------------- | ------------ | ---------------- | ---------------- | ---------------- | ---------------- | ---------------- | ------- | ------- | ------- | ------- | ------- |
| 1984–85      | Бостонський коледж     | ХС           | 41               | 20               | 44               | 64               | 28               | —       | —       | —       | —       | —       |
| 1985–86      | Бостонський коледж     | ХС           | 21               | 11               | 17               | 28               | 16               | —       | —       | —       | —       | —       |
| 1986–87      | Бостонський коледж     | ХС           | 37               | 29               | 33               | 62               | 30               | —       | —       | —       | —       | —       |
| 1987–88      | «Каламазу Вінгс»       | ІХЛ          | 70               | 15               | 35               | 50               | 24               | —       | —       | —       | —       | —       |
| 1988–89      | «Каламазу Вінгс»       | ІХЛ          | 72               | 26               | 45               | 71               | 34               | 6       | 1       | 5       | 6       | 16      |
| 1988–89      | «Міннесота Норт-Старс» | НХЛ          | 5                | 1                | 1                | 2                | 0                | —       | —       | —       | —       | —       |
| 1989–90      | «Каламазу Вінгс»       | ІХЛ          | 68               | 33               | 53               | 86               | 19               | —       | —       | —       | —       | —       |
| 1990–91      | «Мен Марінерс»         | АХЛ          | 8                | 7                | 10               | 17               | 2                | —       | —       | —       | —       | —       |
| 1990–91      | «Бостон Брюїнс»        | НХЛ          | 70               | 30               | 29               | 59               | 20               | 15      | 4       | 6       | 10      | 6       |
| 1991–92      | «Мен Марінерс»         | АХЛ          | 19               | 6                | 11               | 17               | 4                | —       | —       | —       | —       | —       |
| 1991–92      | «Бостон Брюїнс»        | НХЛ          | 42               | 6                | 11               | 17               | 10               | —       | —       | —       | —       | —       |
| 1992–93      | «Атланта Найтс»        | ІХЛ          | 16               | 10               | 17               | 27               | 0                | —       | —       | —       | —       | —       |
| 1992–93      | «Тампа-Бей Лайтнінг»   | НХЛ          | 25               | 2                | 7                | 9                | 2                | —       | —       | —       | —       | —       |
| 1992–93      | «Сан-Дієго Галлс»      | ІХЛ          | 30               | 11               | 24               | 35               | 16               | 14      | 4       | 6       | 10      | 6       |
| 1993–94      | «Бінгхемтон Рейнджерс» | АХЛ          | 79               | 22               | 56               | 78               | 51               | —       | —       | —       | —       | —       |
| 1994–95      | «Канзас-Сіті Блейдс»   | ІХЛ          | 62               | 15               | 25               | 40               | 18               | 17      | 4       | 6       | 10      | 4       |
| 1995–96      | «Міннесота Мус»        | ІХЛ          | 75               | 14               | 40               | 54               | 28               | —       | —       | —       | —       | —       |
| 1996–97      | «Ратінген»             | ДХЛ          | 6                | 1                | 3                | 4                | 0                | —       | —       | —       | —       | —       |
| 1996–97      | «Кардіфф Девілс»       | БХСЛ         | 34               | 16               | 29               | 45               | 6                | —       | —       | —       | —       | —       |
| 1997–98      | «Кардіфф Девілс»       | БХСЛ         | 32               | 10               | 19               | 29               | 18               | —       | —       | —       | —       | —       |
| Усього в НХЛ | Усього в НХЛ           | Усього в НХЛ | 142              | 39               | 48               | 87               | 32               | 15      | 4       | 6       | 10      | 6       |